# 2009-es afrikai ralibajnokság
A 2009-es afrikai ralibajnokság 2009. február 20-án vette kezdetét és augusztus 30-án ért véget. A bajnokságot a zimbabwei James Whyte nyerte.

## Versenynaptár
| Dátum           | Verseny                      | Győztes*     |
| --------------- | ---------------------------- | ------------ |
| február 20-22   | Rally of Tanzania            | James Whyte  |
| április 3-5     | KCB Safari Rally Kenya       | James Whyte  |
| május 1-3       | Pearl of Africa Uganda Rally | Muna Singh   |
| július 3-5      | Zambia International Rally   | Muna Singh   |
| augusztus 28-30 | Zimbabwe Challenge Rally     | Oliver Costa |

* A győztes versenyző nem feltétlen egyező az adott verseny abszolút győztesével. Itt a bajnoki értékelésben első helyezett versenyző neve van feltüntetve.

## A bajnokság végeredménye
| #  | Versenyző      | Pontszám |
| -- | -------------- | -------- |
| 1  | James Whyte    | 38       |
| 2  | Muna Singh     | 29       |
| 3  | Emmanuel Katto | 20       |
| 4  | Oliver Costa   | 19.5     |
| 5  | Mohammed Essa  | 19.5     |
| 6  | Don Smith      | 7        |
| 7  | Valery Bukera  | 5        |
| 8  | Lola Verlaque  | 5        |
| 9  | Peter Horsey   | 2        |
| 10 | Jas Mangat     | 1        |
| 11 | Izhar Mirza    | 0.5      |

## Külső hivatkozások
- Eredmények a bajnokság hivatalos honlapján
- Eredmények az FIA honlapján